# Рок без упину
Рок без упину — історичний фільм 1956 року.

## Сюжет
Фільм, швидко зафільмований у січні 1956-го, заснований на шаленому успіхові Білла Гейлі та неймовірній популярності його запису з багатомільйонними продажами «Rock Around the Clock», дебют якого відбувся роком раніше.